# Take This Waltz
Take This Waltz (bra: Entre o Amor e a Paixão; prt: Notas de Amor) é um filme nipo-hispano-canadense de 2011, do gênero comédia dramática, dirigido por Sarah Polley.

## Elenco
- Michelle Williams ... Margot
- Seth Rogen ... Lou
- Luke Kirby ... Daniel
- Sarah Silverman ... Geraldine
- Jennifer Podemski ... Karen
- Diane D'Aquila ... Harriet
- Vanessa Coelho ... Tony
- Graham Abbey ... James
- Damien Atkins ... instrutor de mergulho
- Aaron Abrams ... Aaron
- Dyan Bell ... Dyan
- Albert Howell ... Albert
- Danielle Miller ... Danielle
- Matt Baram ... Matt
- Avi Phillips ... Avi
- Diane Flacks ... Diane